# تپه A ناوتپان آهنگران
تپه A ناوتپان آهنگران مربوط به هزاره ۱-قرن ۳و ۴ ه.ق است و در شهرستان کامیاران، بخش مرکزی، روستای آهنگران واقع شده و این اثر در تاریخ ۱۰ دی ۱۳۸۱ با شمارهٔ ثبت ۷۰۰۹ به‌عنوان یکی از آثار ملی ایران به ثبت رسیده است.